# 新潟県指定文化財一覧
新潟県指定文化財一覧（にいがたけんしていぶんかざいいちらん）は新潟県指定の文化財や史跡等を一覧形式でまとめたものであるが、全てを掲載しているわけではない。

## 有形文化財

### 建造物
- 飯縄社本殿〔柏崎市大清水〕 1952年12月10日指定 ※飯縄社
- 弁天堂〔胎内市乙〕 1955年2月9日指定 ※乙宝寺
- 市島家住宅1〔新発田市大字天王〕 1962年3月29日指定
- 西奈弥神社境内摂社神明宮本殿〔村上市大字村上〕 1969年3月25日指定 ※西奈弥羽黒神社
- 小比叡神社拝殿〔佐渡市小比叡〕 1973年3月29日指定 ※小比叡神社
- 長谷寺五智堂 附 棟札 2枚〔佐渡市長谷〕 1975年3月29日指定 ※長谷寺
- 慶宮寺八祖堂（祖師堂） 附 厨子一基〔佐渡市宮川〕 1975年3月29日指定 ※慶宮寺
- 五智国分寺三重塔〔上越市大字五智三丁目〕 1976年3月31日指定 ※国分寺
- 熊野若宮神社宮殿 附 棟札 1枚〔胎内市東本町〕 1977年3月31日指定 ※熊野若宮神社
- 大日堂〔佐渡市新穂瓜生屋〕 1979年3月30日指定 ※大日霊神社
- 菊地家住宅附 棟札 1枚〔佐渡市久知河内〕 1981年3月27日指定
- 諏訪神社本殿〔新潟市南区味方〕 1986年3月28日指定 ※味方集落
- 八幡宮本殿〔五泉市矢津〕 1986年3月28日指定 ※八幡宮
- 物部神社本殿〔柏崎市西山町二田〕 1986年3月28日指定 ※物部神社
- 石井神社拝殿〔柏崎市大字北条〕 1986年3月28日指定 ※石井神社
- 雲洞庵本堂〔南魚沼市雲洞〕 1986年3月28日指定 ※雲洞庵
- 木崎神社本殿〔佐渡市小木町〕 1986年3月28日指定 ※木崎神社
- 津野家住宅〔岩船郡関川村大字下関〕 1989年3月28日指定
- 神宮寺観音堂、山門〔十日町市大字四日町〕 1991年3月29日指定 ※神宮寺
- 本成寺三門（ 山門） 附 棟札 2枚 棟札箱 1口 〔三条市西本成寺〕 1992年3月27日指定 ※本成寺
- 鞍掛神社本殿 附 棟札 1枚・拝殿〔長岡市中之島宮内字休場〕 1992年3月27日指定 ※鞍掛神社
- 長楽寺観音堂 附 棟札 1枚〔東蒲原郡阿賀町鹿瀬大江乙平〕 1992年3月27日指定
- 八所神社宮殿〔胎内市乙〕 1993年3月30日指定 ※八所神社
- 長福寺本堂　〔長岡市西新町〕　2011年5月1日指定　※長福寺
- 大蓮寺山門 附 棟札 3枚〔佐渡市羽茂本郷〕 1996年3月29日指定 ※大蓮寺

### 絵画
- 山水図 釧雲泉筆六曲屏風〔十日町市大字山本〕 1954年2月10日指定
- 渭城柳色 大雅筆〔新潟市中央区東大通〕 1958年3月22日指定 ※財団法人敦井コレクション
- 菊池容斎作品 軸装18幅 襖絵12枚 扇面1枚 書簡6通 屏風2双 欄間絵8枚 聯1枚 帖1帖〔柏崎市高柳町岡野町〕 1960年3月28日指定 ※財団法人貞観園保存会
- 岡田半江 雪景山水図 癸卯孟春（文化14年）作の賛あり〔柏崎市高柳町岡野町〕 1960年3月28日指定 ※財団法人貞観園保存会
- 方便法身尊像〔阿賀野市下条町〕 1963年3月22日指定 ※無為信寺
- 金地着彩群鶴図（板貼付）岸駒筆〔燕市地蔵堂〕 1967年3月25日指定 ※願王閣
- 紙本著色上杉謙信並二臣像〔長岡市千秋〕 1969年3月25日指定 ※新潟県立近代美術館保管
- 絹本著色三千仏図〔新潟市中央区沼垂東〕 1969年3月25日指定 ※法光院
- 紙本著色乙宝寺縁起絵巻〔胎内市乙〕 1969年3月25日指定 ※乙宝寺
- 絹本著色妙泉院像〔長岡市長町〕 1971年4月13日指定 ※正覚寺
- 慈恩大師像〔新潟市中央区沼垂東〕 1972年3月28日指定 ※法光院
- 絹本著色法然上人絵伝〔上越市寺町〕 1973年3月29日指定 ※浄興寺
- 絹本著色少康和尚像 附 紙本著色同模写図〔上越市寺町〕 1974年3月30日指定 ※浄興寺
- 紙本金地著色洛中洛外図 六曲屏風〔佐渡市両津湊〕 1993年3月30日指定 ※妙法寺
- 三十六歌仙絵扁額〔佐渡市八幡〕 1994年3月29日指定 ※松前神社
- 翁・三番叟絵扁額 三十六歌仙絵扁額〔佐渡市市野沢〕 1994年3月29日指定 ※実相寺

### 彫刻
- 木造菩薩立像〔新潟市中央区西堀通3番町〕 1952年12月10日指定 ※瑞光寺
- 木造阿弥陀如来立像〔佐渡市四日町〕 1952年12月10日指定 ※大願寺
- 木造十一面観音立像〔佐渡市長谷〕 1952年12月10日指定 ※長谷寺
- 木造薬師如来立像〔長岡市逆谷〕 1952年12月10日指定 ※寛益寺
- 木造四天王立像 木造十二神将立像〔長岡市逆谷〕 1952年12月10日指定 ※寛益寺
- 木造金剛力士立像〔長岡市逆谷〕 1952年12月10日指定 ※寛益寺
- 木造十一面観音立像 木造阿弥陀如来坐像〔糸魚川市大字日光寺〕 1954年2月10日指定 ※日光寺
- 木造奴奈川姫神像〔糸魚川市一の宮〕 1954年2月10日指定 ※天津神社
- 木造十一面観音立像〔上越市浦川原区熊沢〕 1954年2月10日指定
- 木造聖観音立像〔南魚沼市君帰〕 1955年6月28日指定 ※観音堂
- 木造十一面千手観音立像〔柏崎市大字宮窪〕 1955年8月1日指定 ※不動院
- 木造阿弥陀如来立像〔三条市上保内〕 1956年3月23日指定 ※長泉寺
- 木造毘沙門天立像〔魚沼市佐梨〕 1958年3月5日指定 ※円福寺
- 木造薬師如来立像〔新発田市大字名柄〕 1958年3月5日指定 ※龍蔵寺
- 銅造観音菩薩立像〔五泉市大字川瀬〕 1960年3月28日指定 ※願成寺
- 木造阿弥陀如来立像〔柏崎市大字与板〕 1962年3月29日指定 ※周広院
- 木造大日如来坐像〔長岡市東中野俣〕 1963年3月22日指定 ※東光寺
- 木造男神坐像・女神坐像〔上越市牧区宮口〕 1964年3月22日指定 ※上越市牧歴史民俗資料館へ寄託
- 木造薬師如来立像〔新潟市東区松崎居浦郷松崎地区〕 1966年3月18日指定 ※薬師庵内
- 木 造多聞天立像〔西蒲原郡弥彦村大字弥彦〕 1966年3月18日指定 ※宝光院
- 木喰上人作観音像並びに自像3〔長岡市関原町白鳥〕 1967年3月25日指定 ※宝生寺
- 木造薬師如来立像〔南蒲原郡田上町大字田上字川之下〕 1968年3月29日指定 ※川之下地区
- 木喰上人作三十三観音他二像〔小千谷市大字小栗山字坂ノ下〕 1968年3月29日指定 ※小栗山地区
- 木造十一面千手観音立像〔十日町市大字四日町〕 1971年4月13日指定 ※神宮寺
- 木造薬師如来坐像〔三島郡出雲崎町大字滝谷正応寺〕 1971年4月13日指定 ※薬師堂内
- 開山堂の雲蝶彫物 附 雲蝶筆欄間二面襖絵十六面〔魚沼市大浦〕 1973年3月29日指定 ※西福寺
- 木造 狛犬〔柏崎市西山町二田〕 1973年3月29日指定 ※二田物部神社
- 木造不動明王立像 木造矜羯羅童子立像〔佐渡市長谷〕 1974年3月30日指定 ※長谷寺
- 木造四天王立像〔十日町市四日町〕 1974年3月30日指定 ※神宮寺
- 木造阿弥陀如来立像〔柏崎市大字小島〕 1975年3月29日指定 ※極楽寺
- 木造観世音菩薩坐像〔南魚沼市思川〕 1975年3月29日指定 ※天昌寺
- 木造持国天立像 木造多聞天立像〔南魚沼市思川〕 1975年3月29日指定 ※天昌寺
- 木造地蔵菩薩坐像〔東蒲原郡阿賀町平堀〕 1977年3月31日指定 ※延命地蔵菩薩維持保存会
- 木造伝閻魔天倚像 木造伝倶生神坐像〔東蒲原郡阿賀町平堀〕 1977年3月31日指定 ※延命地蔵菩薩維持保存会
- 木造阿弥陀如来立像〔新潟市南区白根〕 1977年3月31日指定 ※西永寺
- 石造仏頭〔上越市三和区水吉〕 1978年12月26日指定 ※堂百地蔵宮保存会
- 木造大日如来坐像〔上越市清里区馬屋〕 1978年12月26日指定 ※普泉寺
- 銅造阿弥陀如来立像〔妙高市大字関山〕 1978年12月26日指定 ※関山神社
- 木造薬師如来坐像 木造釈迦如来坐像 木造阿弥陀如来坐像〔上越市板倉区東山寺〕 1978年12月26日指定 ※山寺薬師堂保存会
- 関山石仏群 附 仏足石 一基〔妙高市大字関山〕 1980年4月15日指定 ※関山石仏保存会
- 木造聖観音菩薩立像〔柏崎市西山町坂田〕 1980年4月15日指定 ※大法寺聖観音保存会
- 能面 翁（白色尉） 翁（黒色尉）〔佐渡市新穂潟上〕 1981年3月27日指定 ※牛尾神社
- 舞楽面 陵王1、納曽利（阿形）1、抜頭1 附舞楽面2面 納曽利（吽形）1、能抜頭1 稚児舞面 3面 安摩1、稚児納曽利2〔糸魚川市一の宮〕 1981年3月27日指定 ※天津神社
- 舞楽面 陵王2、納曽利2 附 舞楽面能抜頭1面〔糸魚川市大字能生字宮ノ上〕 1981年3月27日指定 ※白山神社
- 木造女神坐像〔糸魚川市一の宮〕 1981年3月27日指定 ※天津神社
- 木造泰澄大師坐像〔糸魚川市大字能生字宮ノ上〕 1981年3月27日指定 ※白山神社
- 銅造十一面観音立像〔糸魚川市大字能生字宮ノ上〕 1981年3月27日指定 ※白山神社
- 銅造観世音菩薩立像〔佐渡市相川鹿伏〕 1984年3月27日指定 ※観音寺
- 木造役行者坐像〔胎内市蔵王〕 1985年3月29日指定 ※金峰神社
- 木造阿しゅく如来坐像 木造宝生如来坐像 木造阿弥陀如来坐像 木造不空成就如来坐像 五智如来像のうち〔佐渡市小比叡〕 1991年3月29日指定 ※小比叡山蓮華峰寺
- 木造金剛力士立像〔佐渡市小比叡〕 1991年3月29日指定 ※小比叡山蓮華峰寺
- 木造阿彌陀如来坐像〔阿賀野市北本町〕 1991年3月29日指定 ※長楽寺
- 神事面べしみ〔佐渡市泉甲〕 1992年3月27日指定 ※正法寺
- 木造大日如来坐像 附一、宝暦七年大日如来略縁起 1通 一、宝暦七年寄附状 1通〔加茂市後須田〕 1995年3月28日指定 ※地蔵院
- 木造薬師如来坐像〔長岡市杉之森〕 1999年3月30日指定
- 木造十二神将立像1〔長岡市杉之森〕 1999年3月30日指定
- 木造善導大師立像〔上越市寺町〕 2006年3月28日指定 ※善導寺
- 木造金剛力士立像〔佐渡市長谷〕 2006年3月28日指定 ※北豊山長谷寺
- 木造金剛力士立像〔東蒲原郡阿賀町払川〕 2007年3月23日指定 ※日光寺
- 木造十一面観音立像〔岩船郡粟島浦村〕 2007年3月23日指定 ※観音寺
- 木造伝元三大師坐像〔加茂市若宮町〕 2008年3月25日指定 ※雙壁寺
- 木造阿弥陀如来立像〔加茂市八幡〕 2008年3月25日指定 ※西光寺
- 銅造千手観音菩薩坐像〔柏崎市大字大清水〕 2008年3月25日指定 ※大泉寺
- 銅造観音菩薩立像〔新潟市西蒲区赤鏥〕 2009年3月24日指定 ※遍照寺
- 木造伝畠山重宗夫妻坐像〔新潟市中央区長嶺〕 2009年3月24日指定 ※蒲原神社
- 銅造観音菩薩立像〔見附市小栗山町〕 2009年3月24日指定 ※不動院
- 木造千手観音菩薩立像〔燕市国上〕 2011年3月22日指定 ※国上寺

### 工芸品
- 十楽寺白山神社境内出土品 高麗白磁四耳壷 附 銅製菊花飛雀鏡 1面 影青盒子 1口 刀身残片 若干〔長岡市来迎寺甲〕 1952年12月10日指定 ※長岡市越路郷土資料館
- 小千谷縮布見本帖〔小千谷市〕 1952年12月10日指定
- 金銅製華鬘附玉幡2枚他〔胎内市乙〕 1952年12月10日指定 ※乙宝寺
- 華報寺墓跡出土品 宋竜泉窯青磁四耳壺 附 陶製自然釉瓶子 1口 白磁水注 1口 陶製自然釉四耳壺 1口 銅製釜蓋 1個 鉄製釜残片 若干〔阿賀野市出湯〕 1952年12月10日指定
- 華報寺墓跡出土品一括 銅製筒（骨蔵器） 1口 須恵器壺 3口 銅製和鏡 2面 銅製観音立像 1躯 陶製小壷 1口 石櫃（骨蔵器外容器） 1個〔阿賀野市出湯〕 1952年12月10日指定
- 鍍金装笈（本尊五仏共） 附 錫杖及数珠〔佐渡市赤泊〕 1952年12月10日指定 ※佐渡市赤泊郷土資料館保管
- 砧青磁袴腰大香炉〔西蒲原郡弥彦村大字弥彦〕 1954年2月10日指定 ※弥彦神社
- 鉄製柴燈鉢〔胎内市蔵王〕 1954年2月10日指定 ※黒川郷土文化伝習館
- 大太刀拵共〔西蒲原郡弥彦村大字弥彦〕 1955年2月9日指定 ※弥彦神社
- 大太刀（銘信国）〔三条市八幡町〕 1956年3月23日指定 ※八幡宮
- 太刀（ 銘助宗）〔上越市柿崎区下牧〕 1958年3月5日指定 ※密蔵院
- 太刀（銘弘次）〔長岡市関原町1丁目字権現堂〕 1958年3月5日指定 ※新潟県立歴史博物館保管
- 銅造薬師如来懸仏〔上越市吉川区山直海〕 1964年3月22日指定 ※報恩寺
- 宝珠文刺衲袈裟並に横被〔上越市寺町〕 1964年3月22日指定 ※浄興寺
- 鏡鞍附壷鐙〔西蒲原郡弥彦村大字弥彦〕 1964年3月22日指定 ※弥彦神社
- 金銅五鈷鈴・銅舌共〔上越市浦川原区法定寺法定寺〕 1965年4月7日指定 ※銅五鈷杵1口
- 太刀（無銘）〔新潟市江南区沢海〕 1965年4月7日指定 ※財団法人北方文化博物館
- 金銅虚空蔵菩薩懸仏〔上越市三和区所山田〕 1968年3月29日指定 ※五十君神社
- 経王寺の梵鐘〔糸魚川市新鉄〕 1972年3月28日指定 ※経王寺
- 梵鐘（無銘）〔上越市寺町〕 1976年3月31日指定 ※浄興寺
- 梵鐘（享徳四年の銘がある）〔長岡市亀貝〕 1976年3月31日指定 ※妙音寺
- 梵鐘（明応八年の銘がある）〔糸魚川市大字能生〕 1976年3月31日指定 ※白山神社
- 鰐口 康永四年乙□八月十五日の銘がある〔東蒲原郡阿賀町豊川〕 1982年3月26日指定 ※高徳寺
- 鰐口 応永廿四天丁酉七月吉日の銘がある〔長岡市釜沢町字八坊塚〕 1982年3月26日指定 ※釜沢町町内会
- 鰐口 応永三十三年十一月日の銘がある〔三島郡出雲崎町大字滝谷〕 1982年3月26日指定 ※滝谷薬師保存会
- 鰐口 永享八年大オ丙辰三月吉日の銘がある〔胎内市蔵王〕 1982年3月26日指定 ※黒川郷土文化伝習館
- 鰐口 永享九年十一月十五日の銘がある〔小千谷市土川〕 1982年3月26日指定 ※魚沼神社
- 鰐口 文安三年六月□日の銘がある〔上越市西本町〕 1982年3月26日指定 ※八幡宮
- 鰐口 永享十年戊午七月中旬九日の銘がある〔小千谷市大字薮川〕 1983年3月25日指定 ※宇都宮神社
- 梵鐘 大永三年の銘がある〔長岡市谷内〕 1985年3月29日指定 ※常安寺

### 書跡・典籍
- 良寛遺墨〔長岡市島崎〕 1954年2月10日指定
- 良寛遺墨〔燕市牧ケ花〕 1954年2月10日指定
- 鈴木牧之資料〔南魚沼市塩沢〕 1954年2月10日指定 ※鈴木牧之記念館
- 南英謙宗墨跡・書籍〔新潟市西蒲区石瀬〕 1954年2月10日指定 ※種月寺
- 真宗古写聖教類〔上越市寺町〕 1954年2月10日指定 ※浄興寺
- 広川晴軒資料〔小千谷市土川〕 1957年3月29日指定 ※小千谷市立明治図書館
- 楞厳寺禅林記録〔上越市柿崎区芋島〕 1957年3月29日指定 ※楞厳寺
- 古論草5函〔阿賀野市下条町〕 1958年3月5日指定 ※無為信寺
- 親鸞自筆六字名号〔上越市寺町〕 1963年3月22日指定 ※浄興寺
- 専修念仏張文日記〔上越市寺町〕 1963年3月22日指定 ※浄興寺
- 二枚起請文（法然上人法語）〔上越市寺町〕 1963年3月22日指定 ※浄興寺
- 十二光仏名号本尊〔妙高市大字小出雲〕 1963年3月22日指定 ※照光寺
- 長善館学塾資料〔新潟市中央区女池南〕 1967年3月25日指定 ※新潟県立文書館
- 桂家国学関係資料〔新潟市中央区女池南〕 1967年3月25日指定 ※新潟県立文書館保管
- 上杉謙信筆五言対句双幅〔長岡市谷内〕 1969年3月25日指定 ※常安寺
- 上杉輝虎祈願文〔西蒲原郡弥彦村大字弥彦〕 1969年3月25日指定 ※弥彦神社
- 秋山記行 牧之自筆〔小千谷市本町〕 1983年3月25日指定
- 大般若経〔小千谷市土川〕 2001年3月23日指定 ※魚沼神社
- 大般若経〔佐渡市千種乙〕 2001年3月23日指定 ※大和田薬師教会

### 古文書
- 弥彦神社文書（東京都杉並区松庵） 1952年12月10日指定
- 維宝堂所蔵古文書〔燕市源八新田〕 1954年2月10日指定
- 本願寺歴代門主書状17巻〔上越市寺町〕 1963年3月22日指定 ※浄興寺
- 堀直竒文書〔新潟市西区五十嵐２の町〕 1964年3月22日指定 ※新潟大学付属図書館
- 市島家文書〔新潟市中央区女池南〕 1972年3月28日指定 ※新潟県立文書館へ寄託
- 正保越後図絵図 （元禄年間写）附 古絵図 3鋪〔新発田市中央〕 1996年3月29日指定 ※新発田市立図書館
- 川上家文書〔佐渡市和木〕 1999年3月30日指定
- 渡部家文書〔新潟市中央区女池南〕 2000年3月24日指定 ※新潟県立文書館へ寄託
- 齋藤家所蔵文書〔阿賀野市保田〕 2009年3月24日指定 ※阿賀野市立吉田東伍記念博物館保管

### 考古資料
- だ龍鏡（越後国菖蒲塚古墳出土）（東京都台東区上野公園） 1962年3月29日指定 ※東京国立博物館へ寄託
- 三諦寺境内経塚出土品 陶製壷1口、銅製経筒残片1口分、紙本朱書法華経4巻、紙本朱墨交書法華経8巻（健仁三年十月の奥書あり）銅製梅花双雀文鏡 3面〔柏崎市大字新道〕 1962年3月29日指定 ※三諦寺
- 天神山姫塚経塚出土品 陶製経筒1口（仁安二年十一月十四日の刻銘あり）銅製草花双雀文鏡 2面（内1面残欠）銅製和鏡周縁 1個〔糸魚川市大字青海〕 1962年3月29日指定 ※青海神社
- 青海神社境内経塚出土品 銅製経筒（銅製内筒付）1口（治承二年六月二十四日の刻銘あり）陶製壷1口 附 銅製経筒1口 銅製藤双鶴文鏡1面 刀子1口（昭和15年出土品）〔加茂市加茂〕 1962年3月29日指定 ※青海神社
- 小栗山不動院経塚出土品 陶製壷1口、銅製仏像1躯、青白磁合子1口､経巻軸冠2個､銅製蝶鳥山吹文鏡1面〔見附市大字小栗山〕 1962年3月29日指定 ※不動院
- 華報寺墓跡出土品 正安元年在銘青銅製経筒1口､陶製甕1口、陶製片口1口〔阿賀野市大字出湯〕 1976年3月31日指定
- 宮口古墳群昭和五十年度発掘出土品〔上越市牧区宮口〕 1978年3月31日指定 ※上越市（牧歴史古墳発掘出土品民俗資料館）
- 横峯経塚出土品〔阿賀野市大字保田〕 1980年4月15日指定 ※阿賀野市教育委員会
- 大沢経塚出土品 銅製経筒 1口（筒身1、蓋1）経巻残欠 1括 木製経軸 10本（15片） 短刀 2口（19片）〔新発田市小舟町〕 1981年3月27日指定
- 鉦鼓 正和元年壬子六月 日従 阿弥陀仏の銘がある 新発田市福島字屋敷付出土〔新発田市大字福島〕 1982年3月26日指定
- 木崎山出土地鎮具 銅製飯食器 3口 青銅製五貼鈴（付舌1）1口 銅製六器 6口（鋺1口、台皿5口） 銅製花瓶 1口 古瀬戸四耳壷 1口〔新潟市秋葉区金津〕 1984年3月27日指定 ※新潟県埋蔵文化財センター
- 毛抜形太刀〔長岡市小島谷〕 1985年3月29日指定 ※長岡市
- 粟島の石造遺物群 板碑 142基 宝篋印塔 1基 石仏 4体 石神 2体〔岩船郡粟島浦村内浦〕 1989年3月31日指定
- ヒト形土器・壺形土器（村尻遺跡第12号土坑出土弥生土器）〔新発田市下小中山〕 1990年3月30日指定 ※新発田市加治川展示室
- 沖ノ原遺跡出土品〔中魚沼郡津南町大字中深見〕 1995年3月28日指定 ※津南町歴史民俗資料館
- 的場遺跡出土品〔新潟市北区太郎代〕 1996年3月29日指定 ※新潟市埋蔵文化財センター
- 八幡林官衙遺跡出土品〔長岡市小島谷〕 1997年3月28日指定
- 小瀬ケ沢洞窟出土品〔長岡市柳原町〕 1998年3月31日指定 ※長岡市立科学博物館
- 佐渡奉行所跡出土品〔佐渡市相川長坂町〕 2000年3月24日指定 ※佐渡金山遺跡整備調査室
- 五丁歩遺跡出土品〔新潟市秋葉区金津〕 2001年3月23日指定 ※新潟県埋蔵文化財センター
- 籠峰遺跡出土品 附 石棺状配石墓2基〔上越市中郷区二本木〕 2001年3月23日指定
- 柿崎古墓出土品 附 木炭槨木棺墓1基〔長岡市関原〕 2002年3月29日指定 ※新潟県立歴史博物館
- 樽口遺跡出土品〔村上市茎太〕 2003年3月28日指定
- 分谷地A遺跡出土品〔胎内市黒川〕 2003年3月28日指定
- 浦廻遺跡出土品〔新潟市秋葉区金津〕 2004年3月30日指定 ※新潟県埋蔵文化財センター
- 上ノ平遺跡・吉ケ沢遺跡出土品〔新潟市秋葉区金津〕 2005年3月25日指定 ※新潟県埋蔵文化財センター
- 元屋敷遺跡出土品 〔村上市茎太〕 2006年3月28日指定 ※奥三面歴史館ほか
- 門新遺跡出土品〔長岡市島崎〕 2007年3月23日指定 ※良寛の里美術館
- 上野林J遺跡出土品〔阿賀野市外城町〕 2008年3月25日指定 ※阿賀野市水原ふるさと農業歴史資料館
- 伊達八幡館跡出土品〔十日町市寅〕 2008年3月25日指定 ※十日町市博物館
- 青田遺跡出土品 附 柱根8点 草壁材1点 アスファルト塊1点 赤色顔料塊1点 堅果集積土坑2基〔新潟市秋葉区金津・長岡市関原〕 2009年3月24日指定 ※新潟県埋蔵文化財センター・県立歴史博物館
- 久保寺南遺跡出土品〔十日町市西本町〕 2010年3月23日指定 ※十日町市博物館
- 下谷地遺跡出土品〔柏崎市緑町〕 2011年3月22日指定 ※柏崎市立博物館
- 滝寺窯跡群・大貫窯跡群出土品〔新潟市秋葉区金津〕 2011年3月22日指定 ※新潟県埋蔵文化財センター

### 歴史資料
- 学塾三餘堂関係資料〔新潟市中央区女池南・柏崎市学校町〕 1997年3月28日指定 ※新潟県立図書館・柏崎市立図書館
- 村山家和算・天文学関係資料〔柏崎市学校町〕 2002年3月29日指定 ※柏崎市立図書館
- 佐渡鉱山関係施設等設計図〔佐渡市相川宗徳町〕 2003年3月28日指定 ※株式会社 ゴールデン佐渡
- 新潟市上水道敷設関係資料〔新潟市中央区学校町通〕 2003年3月28日指定
- 旧新発田町上水道敷設関係資料〔新発田市大字下内竹〕 2003年3月28日指定 ※新発田市水道局
- 亀田町上水道敷設関係資料〔新潟市江南区亀田新明町〕 2003年3月28日指定 ※亀田郷土資料館
- 味方家所蔵鉱山関連資料〔佐渡市秋津1〕 2010年3月23日指定 ※両津郷土博物館
- 佐渡国絵図〔佐渡市秋津〕 2011年3月22日指定 ※両津郷土博物館

## 無形文化財

### 工芸技術
- 村上堆朱〈村上堆朱振興会〉〔村上市〕 1955年2月9日指定
- 玉川堂の鎚起銅器〈玉川堂〉〔燕市大字燕〕 1958年3月5日指定
- 「五泉平」の染色技術〔五泉市東本町〕 1967年3月25日指定
- 小出和紙〈小出和紙保存会〉〔東蒲原郡阿賀町小出〕 1974年3月30日指定
- 小国和紙〈小国和紙保存会〉〔長岡市小国町山野田〕 1974年3月30日指定
- 柏崎大久保蝋型鋳金技術〈柏崎大久保の蝋型鋳金技術保存振興会〉〔柏崎市中央町〕 1978年12月26日指定
- 佐渡の蝋型鋳金技術〈佐渡蝋型鋳金技術保存振興会〉〔佐渡市〕 1978年12月26日指定

### 芸能
- 佐渡鷺流狂言〈佐渡鷺流狂言研究会〉〔佐渡市吉岡〕 1984年3月27日指定

## 民俗文化財

### 有形民俗文化財
- 人形首〔佐渡市新穂瓜生屋〕 1959年3月4日指定 ※新穂歴史民俗資料館保管
- アンギン工具〔中魚沼郡津南町大字中深見〕 1963年3月22日指定 ※津南町歴史民俗資料館保管
- 「カンジキ」コレクション（田下駄を含む）〔長岡市関原町1丁目字権現堂〕 1969年3月25日指定 ※新潟県立歴史博物館保管
- 大船絵馬1面〔新潟市中央区一番堀通町〕 1969年3月25日指定 ※白山神社
- 越後縮幡（含絹縮幡）〔十日町市西本町〕 1974年3月30日指定 ※十日町市博物館保管
- 長松の十三仏塚〔魚沼市江口字中林〕 1990年3月30日指定 ※魚沼市長松十三仏塚保存会
- 佐渡本間家能舞台〔佐渡市吾潟〕 1997年3月28日指定
- 佐渡諏訪神社能舞台〔佐渡市原黒〕 1997年3月28日指定 ※諏訪神社
- 佐渡諏訪神社能舞台〔佐渡市潟端字諏訪ノ上〕 1997年3月28日指定 ※諏訪神社
- 佐渡羽黒神社能舞台〔佐渡市安養寺〕 1997年3月28日指定 ※羽黒神社
- 佐渡牛尾神社能舞台〔佐渡市新穂潟上〕 1997年3月28日指定 ※牛尾神社
- 佐渡熊野神社能舞台〔佐渡市新穂武井〕 1997年3月28日指定 ※熊野神社
- 佐渡大膳神社能舞台 附 旧鏡板1面〔佐渡市竹田〕 1997年3月28日指定 ※大膳神社
- 佐渡草苅神社能舞台〔佐渡市羽茂本郷〕 1997年3月28日指定 ※草刈神社

### 無形民俗文化財
- 花笠踊〈城腰花笠保存会〉〔佐渡市下久知〕 1952年12月10日指定
- 大須戸能〈大須戸能保存会〉〔村上市大須戸〕 1955年2月9日指定
- 白山神社の田遊神事〈白山神社〉〔佐渡市大久保〕 1961年3月20日指定
- 王神祭〈金峰神社〉〔長岡市蔵王町〕 1961年3月20日指定
- 三条神楽〈三条神楽保存会〉〔三条市八幡町〕 1963年3月22日指定
- 羽黒神社のやぶさめ〈羽黒神社〉〔佐渡市羽吉字外羽黒〕 1965年4月7日指定
- 五所神社の御田植神事〈五所神社〉〔佐渡市下川茂〕 1970年4月17日指定
- 佐渡の大神楽舞楽〔佐渡市小木・宿根木・羽茂本郷・羽茂村山〕 1977年3月31日指定
- 大前神社の式三番〈大崎郷土芸能振興会〉〔南魚沼市大崎〕 1981年3月27日指定
- 村上まつりのしゃぎり行事〈村上まつり保存会〉〔村上市村上〕 1988年3月25日指定
- 岩船まつりのしゃぎり曳行 と「とも山」行事〈岩船まつり保存会〉〔村上市岩船〕 1988年3月25日指定
- 下中野御神楽舞.燕市吉田下中野〈下中野神楽連中〉〔燕市吉田下中野〕 1998年3月31日指定
- ショウキ祭り〈鍾馗様保存会〉〔東蒲原郡阿賀町・新発田市大字浦〕 2005年3月25日指定
- 巫女爺人形操り〈巫女爺連絡協議会〉〔長岡市・小千谷市〕 2008年3月25日指定
- 越後の凧合戦習俗（三条凧合戦、白根大凧合戦、今町・中之島大凧合戦）〈三条凧協会、白根凧合戦協会、今町中之島大凧合戦協会〉〔三条市上須頃、新潟市南区白根・西白根、見附市今市・長岡市中之島〕2015年3月24日指定

## 記念物

### 史跡
- 新穂玉作遺跡〔佐渡市下新穂〕 1952年12月19日指定
- 刈羽貝塚〔刈羽郡刈羽村大字西谷字源士〕 1952年12月19日指定
- 菅原古墳〔上越市清里区菅原字天神林〕 1952年12月19日指定
- 良寛生誕地（橘屋跡）〔三島郡出雲崎町大字石井町〕 1952年12月19日指定
- 良寛修業地（五合庵境内、乙子神社境内）〔燕市国上字居下〕 1952年12月19日指定 ※国上寺 乙子神社
- 良寛終焉地（木村家邸域、隆泉寺墓地）〔長岡市島崎〕 1952年12月19日指定
- 相馬御風宅〔糸魚川市大字大町〕 1952年12月19日指定
- 三国街道脇本陣跡池田家〔南魚沼郡湯沢町大字三俣〕 1954年2月10日指定
- 与板城跡〔長岡市与坂町与板〕 1954年2月10日指定 ※城山史跡保存会
- 高田城跡〔上越市本城町〕 1954年2月10日指定
- 小泊須恵器窯跡群〔佐渡市羽茂小泊〕 1955年2月9日指定
- 羽茂城跡〔佐渡市羽茂本郷〕 1955年2月9日指定
- 相川鉱山遺跡〔佐渡市下相川〕 1958年3月5日指定 ※総源寺
- 直峰城跡〔上越市安塚区安塚〕 1959年3月4日指定 ※直峰城跡保存会
- 栃尾城跡〔長岡市栃尾大野町〕 1960年3月28日指定
- 栖吉城跡〔長岡市栖吉町字金松字出来坊〕 1963年3月22日指定 ※城山城跡保存会
- 津川城跡〔東蒲原郡阿賀町津川字城山〕 1965年4月7日指定
- 尼瀬油田機械掘第1号井跡〔三島郡出雲崎町大字尼瀬出〕 1966年3月18日指定
- 藤塚貝塚〔佐渡市真野新町字藤塚〕 1968年3月29日指定
- 樺沢城跡〔南魚沼市樺野沢〕 1968年11月29日指定 ※樺沢城跡保存会
- 椎谷陣屋跡〔柏崎市大字椎谷字打越〕 1971年4月13日指定
- 越後府跡（天長山）〔阿賀野市中央町〕 1972年3月28日指定
- 岩屋山石窟〔佐渡市宿根木字岩谷〕 1972年3月28日指定 ※称光寺
- 真野古墳群〔佐渡市背合〕 1972年3月28日指定
- 飯綱山古墳群〔南魚沼市余川字飯網山〕 1972年6月1日指定
- 蟻子山古墳群〔南魚沼市余川字蟻子山〕 1972年6月1日指定
- 五十嵐館跡〔三条市大字飯田〕 1973年3月29日指定
- 安田城跡〔阿賀野市保田字城之内〕 1973年3月29日指定
- 下畑玉作遺跡〔佐渡市畑野〕 1973年3月29日指定
- 新穂城跡〔佐渡市下新穂〕 1973年3月29日指定
- 台ケ鼻古墳〔佐渡市二見〕 1973年3月29日指定
- 浜端洞穴遺跡〔佐渡市高瀬〕 1973年3月29日指定
- 荒戸城跡〔南魚沼郡湯沢町大字神立〕 1976年3月31日指定
- 下倉山城跡〔魚沼市下倉字滝沢〕 1977年3月31日指定 ※下倉山城跡保存会
- 青木城跡〔佐渡市新穂青木字平城〕 1977年3月31日指定
- 大井田城跡〔十日町市中条字花水沢〕 1978年3月31日指定
- 関山宝蔵院跡〔妙高市大字関山字新林〕 1980年4月15日指定
- 横滝山廃寺跡〔長岡市寺泊竹森横滝〕 1984年3月27日指定
- 籠峰遺跡〔上越市中郷区稲荷山宇篭峰ほか〕 1987年3月27日指定
- 本与板城跡〔長岡市与坂町本与板字荻岩井〕 1988年3月25日指定 ※本与板城跡保存会
- 根知城跡〔糸魚川市大字根小屋字城山〕 1988年3月25日指定 ※根知城跡史跡保存会
- 的場遺跡〔新潟市西区的場流通1丁目ほか〕 1994年3月29日指定
- 緒立遺跡〔新潟市西区緒立流通2丁目ほか〕 1994年3月29日指定
- 大葉沢城跡〔村上市大場沢〕 1996年3月29日指定 ※普済寺ほか
- 小川台場跡〔佐渡市小川〕 2002年3月29日指定
- 馬場館跡〔村上市金屋字宮分〕 2004年3月30日指定

### 天然記念物
- 大積の大ツツジ〔長岡市大積町〕 1952年12月10日指定
- 弥彦の婆々スギ〔西蒲原郡弥彦村大字弥彦〕 1952年12月10日指定 ※宝光院
- 貞観園のモミとケヤキ〔柏崎市高柳町岡野町〕 1952年12月10日指定 ※財団法人貞観園保存会
- 弥彦の蛸ケヤキ〔西蒲原郡弥彦村大字弥彦〕 1952年12月10日指定 ※弥彦神社（住吉神社）
- 黒川の八反ガヤ〔胎内市下館〕 1952年12月10日指定
- クモマツマキチョウ及びヒメギフチョウ生息地〔糸魚川市大字小滝〕 1954年2月10日指定 ※糸魚川市
- 御島石部神社シイ樹叢〔柏崎市西山町石地〕 1954年2月10日指定 ※御島石部神社
- 櫛池の大スギ〔上越市清里区上中条〕 1954年2月10日指定 ※八幡神社
- 村雨のマツ〔佐渡市夷〕 1956年3月23日指定 ※第九管区海上保安本部
- 貝屋のお葉附イチョウ樹〔新発田市貝屋〕 1956年3月23日指定
- 坊金の大スギ〔上越市安塚区坊金〕 1956年3月23日指定 ※坊金神社
- 中村の大スギ〔柏崎市大字西長鳥十二坂〕 1956年3月23日指定 ※中村の大杉保存会
- 高森の大ケヤキ〔新潟市北区高森〕 1956年3月23日指定
- 弥彦参道スギ並木〔西蒲原郡弥彦村弥彦〕 1957年3月29日指定 ※弥彦参道杉並木保存会
- 石船神社社叢〔村上市岩船〕 1958年3月5日指定 ※石船神社
- 中尾の大スギ〔十日町市松之山中尾〕 1958年3月5日指定 ※中尾地区
- 赤谷十二社の大ケヤキ〔十日町市赤谷十二屋敷〕 1958年3月5日指定 ※赤谷十二社
- 八王寺の白フジ〔燕市大字八王寺字前畑〕 1958年3月5日指定 ※安了寺
- 切畑の乳イチョウ〔五泉市大字切畑字前田〕 1958年3月5日指定
- 福浦猩々洞のコーモリ棲息地〔柏崎市大字鯨波字倉谷・大字青海川字スゲ田〕 1958年3月5日指定 ※柏崎市
- 水原のオニバス群生地〔阿賀野市（瓢湖）〕 1959年3月4日指定
- 真光寺の大イチョウ〔糸魚川市大字真光寺白山神社境内〕 1960年3月28日指定
- 間瀬枕状溶岩〔新潟市西蒲区間瀬〕 1961年3月20日指定
- 熊野神社社叢〔佐渡市北小浦字志かま〕 1962年3月29日指定
- 八珍柿原木〔新潟市秋葉区古田字南〕 1962年3月29日指定
- 乙和池の浮島及び植物群落〔佐渡市山田字屋敷平〕 1963年3月22日指定
- 地本のミズバショウ群落〔胎内市地本〕 1963年3月22日指定
- キリン山の植物群落〔東蒲原郡阿賀町津川字城山・鹿瀬字湯沢向〕 1963年3月22日指定
- 杉池の広葉樹林〔佐渡市赤玉字長面〕 1965年4月7日指定
- 八木鼻のハヤブサ繁殖地〔三条市大字北五百川〕 1965年4月7日指定
- 賀茂神社の大ケヤキ〔新潟市江南区木津字下浦〕 1967年3月25日指定 ※賀茂神社
- 滝之又の二本スギ〔魚沼市小平尾字新田〕 1969年3月25日指定 ※諏訪神社
- 岩崎の大カツラ〔南魚沼市岩崎〕 1969年3月25日指定 ※万松寺
- 蓮花寺の大スギ〔長岡市蓮花寺字北川内〕 1970年4月17日指定 ※蓮花寺集落
- 八海神社城内口参道スギ並木〔南魚沼市山口〕 1970年8月28日指定
- 白髯神社の樹林〔長岡市古志竹沢〕 1973年3月29日指定
- 薬照寺の大カツラ〔南魚沼市君沢〕 1973年3月29日指定 ※薬照寺
- 長恩寺のオハツキイチョウ〔南魚沼市塩沢〕 1973年3月29日指定 ※長恩寺
- 長谷の三本スギ〔佐渡市長谷〕 1973年3月29日指定 ※長谷寺
- 櫛池の隕石〔上越市清里区岡野町〕 1974年3月30日指定 ※清里歴史民俗資料館保管
- 杉之当の大スギとシナノキ〔糸魚川市大字杉之当〕 1975年3月29日指定 ※白山神社
- 慈光寺のスギ並木〔五泉市蛭野〕 1975年3月29日指定 ※慈光寺
- 牧の衛守スギ〔五泉市牧〕 1975年3月29日指定 ※八幡宮
- 長谷の高野マキ〔佐渡市長谷〕 1975年3月29日指定 ※長谷寺
- 小貫諏訪社の大スギ〔十日町市中条丁〕 1978年3月31日指定 ※小貫諏訪社
- 角間のねじりスギ〔十日町市角間〕 1985年3月29日指定
- 八坂神社社叢〔東蒲原郡阿賀町東山字中ソ子〕 1987年3月27日指定
- 小俣の白山神社の大スギ〔村上市小俣（白山神社境内）〕 1989年3月31日指定 ※白山神社氏子会
- 小木ノ城山の樹叢〔三島郡出雲崎町大字相田字〕 1992年3月27日指定 ※出雲崎漁業協同組合
- 黒川のくそうず〔胎内市下館字坪頭〕 1992年3月27日指定 ※個人
- 国上山のブナ林〔燕市国上〕 1993年3月30日指定 ※国上寺
- 郡殿の池〔小千谷市大字東吉谷字鼻欠山乙・字柳清水〕 2004年3月30日指定 ※郡殿の池保存会
- 豊岡のビワ群落〔佐渡市豊岡字平〕 2004年3月30日指定
- 上郷屋のオハツキイチョウ〔五泉市論瀬〕 2007年3月23日指定 ※諏訪神社
- 佐渡鉱床の金鉱石〔佐渡市下相川〕 2009年3月24日指定 ※株式会社ゴールデン佐渡
- 夏井の大波石〔胎内市夏井〕 2010年3月23日指定 ※胎内市

### 名勝
- 親不知子不知〔糸魚川市大字市振〕 1962年3月29日指定
- 浄専寺庭園〔新潟市西蒲区石瀬〕 1990年3月30日指定 ※浄専寺

### 天然記念物及び名勝
- 台ケ鼻〔佐渡市米郷字台ケ鼻〕 1973年3月29日指定

## 記録選択

### 無形の民俗文化財
- 臭水・石油関係資料〔新潟県全域〕 1974年3月30日選択
- 越後・佐渡の三斎市・六斎市〔新潟県全域〕 1975年3月29日選択
- 越後の杜氏と酒男〔長岡市・刈羽村・上越市〕 1976年3月31日選択
- 新潟県の昔話伝承者〔新潟県全域〕 1977年3月31日選択
- 佐渡の小獅子舞〔佐渡市〕 1978年3月31日選択
- 越後の風流獅子踊り〔下越及び中越地区〕 1979年3月30日選択
- 越佐の小正月行事〔新潟県全域〕 1980年4月15日選択
- 新潟県の作神信仰〔新潟県全域〕 1981年3月27日選択
- 佐渡の卯の日祭り〔新潟県全域〕 1982年3月26日選択
- 新潟県の若者組〔佐渡市東立島・東強清水、真浦〕 1987年3月27日選択